# Vương quốc Seleukos
Đế quốc Seleucid (tiếng Hy Lạp cổ: Βασιλεία τῶν Σελευκιδῶν, Basileía tōn Seleukidōn) là một vương quốc thời Hy Lạp hóa được cai trị bởi gia tộc Seleukos từ năm 312 đến năm 63 TCN. Seleukos I Nikator đã thành lập đế quốc này sau sự phân chia của Đế quốc Macedonia vốn được mở rộng dưới thời Alexandros Đại đế. Từ căn cứ Babylon mà mình nhận được năm 321 TCN, Seleukos đã mở rộng lãnh thổ của mình tới tận những lãnh thổ vùng cận đông của Alexandros. Vào thời kỳ đỉnh cao nhất, Đế quốc bao gồm những lãnh thổ từ Anatolia, Ba Tư, Levant, Lưỡng Hà cho tới tận những nơi mà ngày nay là Kuwait, Afghanistan cũng như một phần của Pakistan và Turkmenistan.
Đế quốc Seleucid trở thành một trung tâm chính của văn hóa Hy Lạp – nó duy trì sự ưu việt của phong tục Hy Lạp tại những nơi mà tầng lớp chính trị Hy Lạp ưu tú thống trị, chủ yếu ở khu vực thành thị. Dân chúng Hy Lạp các thành phố hình thành nên giới thượng lưu được củng cố bởi sự nhập cư từ Hy Lạp. Những nỗ lực để đánh bại kẻ thù cũ – vương triều Ptolemaios ở Ai Cập đã không thể hoàn thành dưới sự bành trướng nhanh chóng của La Mã. Khi xảy ra xung đột ở phía đông (305 TCN) với hoàng đế Chandragupta Maurya của Đế quốc Maurya, Seleukos I đã ký một thỏa thuận với Chandragupta, theo đó ông nhượng lại lãnh thổ rộng lớn ở phía tây sông Ấn, bao gồm khu vực xunh quanh dãy Hindu Kush, Afghanistan và tỉnh Balochistan, Pakistan ngày nay và đề nghị gả con gái cho Hoàng đế Maurya để chính thức hóa liên minh.

## Lịch sử

### Thành lập

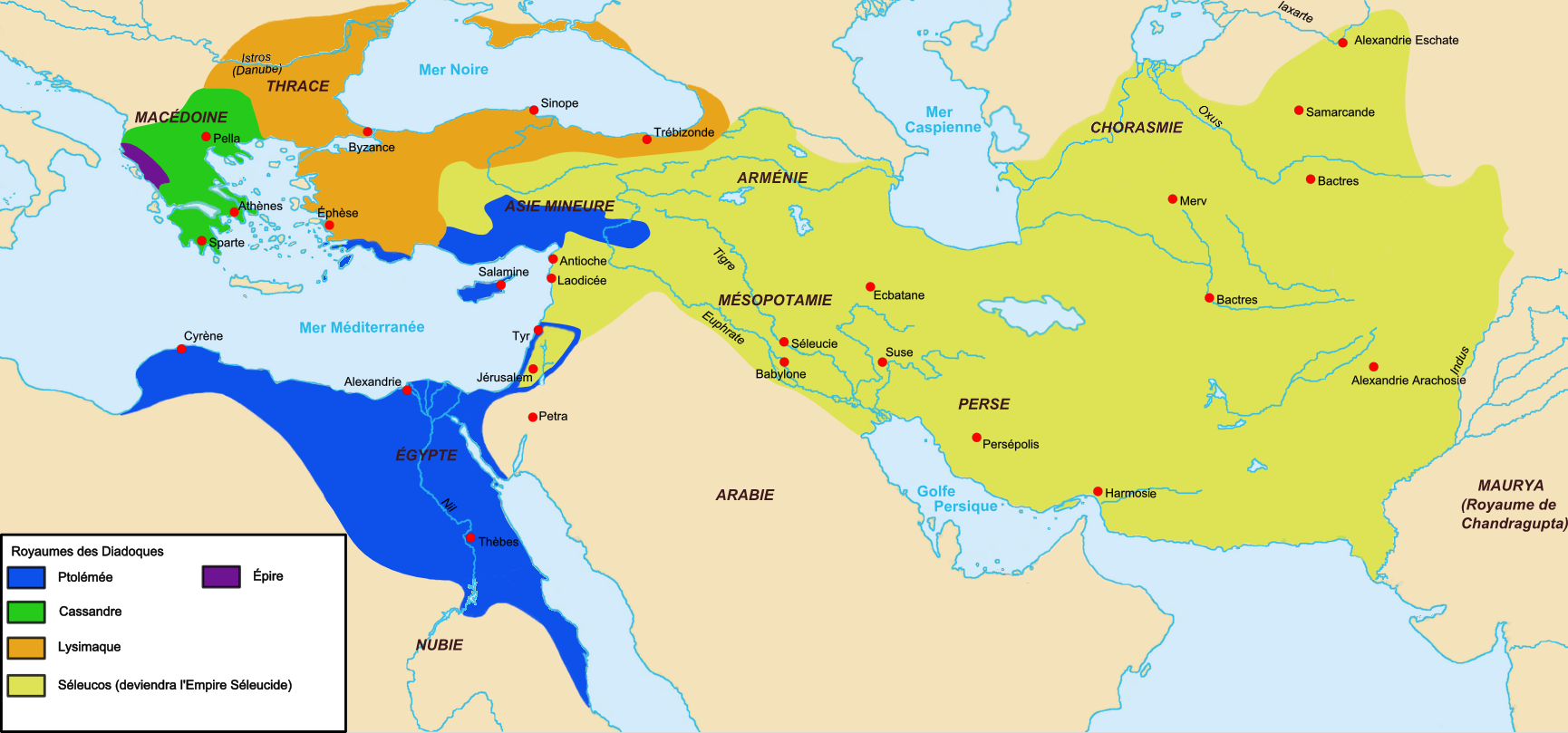
Các vương quốc diadochi năm 301 TCN.

Vào thời điểm Alexandre Đại đế băng hà vào năm 323 TCN, Seleukos nhận được danh hiệu hipparque (chỉ huy kỵ binh) đầy uy thế của lực lượng kỵ binh chiến hữu, qua đó trở thành nhân vật đứng ở vị trí thứ thứ hai trong quân đội, chỉ sau chiliarque (Tổng tư lệnh) Perdiccas. Chiến tranh nhanh chóng nổ ra giữa Perdiccas và một liên minh chống lại ông ta, mà chủ yếu là Antipatros và Ptolemaios. Seleukos được cho là cũng nằm trong hàng ngũ tướng lĩnh tham gia vào âm mưu ám sát Perdiccas vào năm 321, khi ông này đem quân đánh Ai Cập. Theo hiệp ước Triparadisus, Seleukos nhận được nhận được tỉnh Babylonie, khu vực trung tâm của châu Á cổ đại, thành Babylon được biết đến như là kinh đô của đế quốc của Alexandros Đại đế. Ông tham gia cuộc chiến Diadochi, ban đầu là bên phe Antigonos I Monophthalmos chống lại Eumène xứ Cardia. Tuy nhiên, về sau, ông đã phải đối mặt với tham vọng bá quyền của Antigone, người đã đem quân chiếm đóng xứ Babylonie. Năm 309, vào cuối cuộc chiến Babylonia, Seleukos đã có thể tái chinh phục xứ này. Ông đã có thể mở rộng phạm vi kiểm soát tới Syrie, tức Syria Seleukis trong tương lai và Persis, Media, Susiana, Sogdiana... Ông tiến đến ranh giới của thế giới Ấn Độ vào năm 308. Seleukos đã thất bại trước vua Chandragupta Maurya và phải cắt các xứ Gandhara, Paropamisadae và phần phía đông của Arachosie cho vua Ấn nhưng vẫn giữa được các xứ Sogdiana, Bactria và nhận được 500 con voi chiến.
Sau khi thấy Antigonos xưng vương và cũng ban danh hiệu này cho con trai ông ta là Demetrios I Poliorketes năm 306, Seleukos cũng tự xưng là Basileus (vua) của Babylonia, với ước vọng sẽ có thể hòa hợp, trở thành người kế thừa chính trị của đế quốc Achaemenes năm xưa. Hoàng tộc Seleukos là hoàng tộc duy nhất trong số các hoàng tộc Hellenistic (Hy Lạp hóa) có pha trộn với dòng máu Iran. Quả nhiên, Seleukos đã kết hôn với Apama, con gái của một quý tộc Ba Tư, người sinh ra cho ông người thừa kế Antiochos.
Seleukos gia nhập liên minh cùng với Ptolemaios, Lysimachos và Kassandros chống lại Antigonos, người đang có tham vọng thiết lập một đế quốc ở Hy Lạp và biển Aegea. Năm 301, ông đã hội quân cùng Lysimachos tại Phrygia. Antigone cuối cùng cũng đã bị đánh bại trong trận Ipsus. Sau trận đánh, Seleukos nhận được ngoại hiệu Nikator ("Vạn thắng vương") và vùng đất phía đông của Anatolia, trong khi phần lớn lãnh thổ của Antigonos rơi vào tay Lysimachos và tại mặt trận Địa Trung Hải ở Syria, Ptolemaios chiếm các xứ Judea và Phoenicia, tức Coele Syria sau này. Hành động này của Ptolemaios chính là nguyên nhân cho các cuộc chiến giữa nhà Seleokos và nhà Lagid sau này. Seleukos đem quân đánh chiếm các pháo đài của Demetrios I Poliorcetes tại Phoenicia và Anatolia, rồi tuyên chiến với Lysimachos và đánh bại ông này trong trận Corupedion năm 281 và chiếm được toàn bộ lãnh thổ của Lysimaque tại Anatolie. Cuối cùng, Seleukos đã có thể hành quân đến Macedonia. Tuy nhiên, trên đường đi, ông đã bị ám sát, để lại cho con trai mình - Antiochos I - một đế quốc rộng bao la.

### Các cuộc xung đột thế kỷ thứ 3 TCN

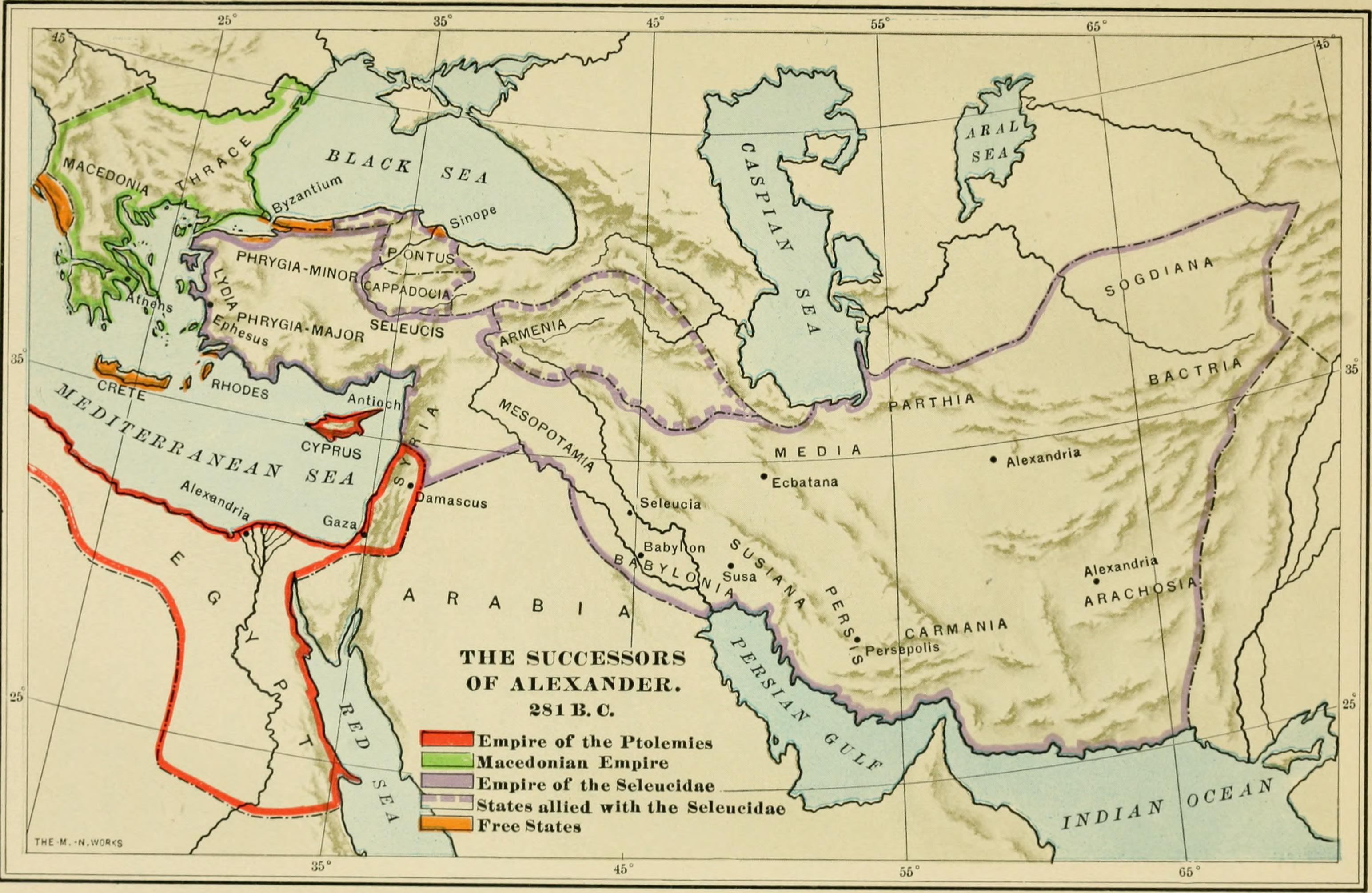
Các vương quốc Hellenistic năm 281 TCN

Vương quốc Seleukos thường xuyên phải đối mặt với nhiều cuộc chiến bởi sự thù địch với các vương quốc hellénistique khác cũng như bởi đường biên giới rộng lớn của nó. Vùng đất Syria-Phoenicia, hay còn được gọi là Cœle-Syria là tâm điển của cuộc xung đột với triều đại Ptolemaios trong sáu cuộc chiến tranh Syria (274 - 168 TCN).
Những năm đầu của triều đại của mình, Antiochos I phải đối mặt với tham vọng của Ptolemaios II khi ông này muốn mở rộng lãnh thổ ở khu vực bờ biển phía nam Tiểu Á. Ngoài ra, ông cũng phải đối mặt với người Celt (những người sau này được gọi là người Galatia) được vua Nicomedes I xứ Bithynia gửi tới để cướp bóc bờ biển Anatolia. Chiến thắng trước người rợ năm 275 TCN đã giúp ông có được thanh thế vang dội và nhận được ngoại hiệu "Soter" (Cứu tinh) của người Hy Lạp. Và thế rồi, trong các năm 274 đến 271, cuộc chiến tranh Syria lần thứ nhất đã diễn ra. Những diễn biến cũng như tiến triển của cuộc chiến nay là không rõ ràng. Chỉ biết rằng, để ngăn chặn quân Seleukos tiến công các xứ Phoenicia và Coele-Syria, nhà Ptolemaios đã quyết định hành động trước, "tiên phát chế nhân", tấn công xứ Babylon từ hướng vịnh Ba Tư. Tuy nhiên, Antiochos đã ngay lập tức đáp trả bằng cách phát động một cuộc phản công vào xứ Syria, buộc Ptolemaios II Philadelphos phải phòng thủ Ai Cập. Hoà ước năm 271 đước ký kết với kết quả "Status quo": Xứ Coele-Syria vẫn do nhà Ptolemaios cai quản. Tuy vậy, đối với Antiochos I, sau những ngày đầu của triều đại được đánh dấu bởi nhiều cuộc chiến, ông đã nhận thấy rằng uy quyền của mình đã được tăng lên. Năm 261 TCN, xứ Pergamon dưới triều vua Eumenes I đã giành được độc lập. Trước đó, vào năm 278 TCN, Antiochos I đã ký kết một hiệp ước với Antigonos II Gonatas, xác lập nền hoà bình lâu dài với nhà Antigonos ở Macedonia.
Vào năm 253 TCN, Antiochos II giành được thắng lợi trong cuộc chiến tranh Syria lần thứ hai (260-253 TCN). Cũng như cuộc chiến trước đó, các sự kiện dẫn đến chiến tranh cũng như diễn biến của nó đều ẩn trong bóng tối. Antiochos II đã giành được các xứ Cilicia, Pamphylia và Ionia và qua đó khôi phục quyền tự do dân chủ cho các thành phố Hy Lạp ở Anatolia, bao gồm Ephesus và Milet. Hoà ước còn dẫn đến sự kết hôn giữa Antiochos II và Berenike Syra, con gái của Ptolemaios II. Chúng ta có thể xem đây là một cố gắng để thiết lập nên một liên minh dài hạn hoặc cũng có thể xem đây như là một cố gắng để quấy nhiễu nội bộ đối phương của nhà Ptolemaios. Tiếp đó, Antiochos II bắt đầu can thiệp xứ Thracia và các khu vực ven bờ Hắc Hải. Tuy nhiên, bắt đầu từ đây, các xứ Parthia và Bactria đã bắt đầu tách rời khỏi đế chế.
Cái chết của Antiochos II đã trở thành khởi nguồn cho một cuộc đấu đá nội bộ. Vợ cả của ông là Laodike, người mà Antiochos II đã ly dị, đã tôn con trai bà là Seleukos II Kallinikos lên ngôi và hạ lệnh thủ hạ sát hại vợ kế của Antiochos II là Berenike Syra cũng như đứa con trai nhỏ tuổi của bà ấy. Cuộc tàn sát nội bộ này đã dẫn đến cuộc chiến tranh Syria lần thứ ba, hay còn được gọi trong sử sách là cuộc "chiến tranh Laodike". Anh trai của Berenike Syra là Ptolemaios III Euergetes đã phát động chiến tranh và liên tục giành chiến thắng ở Syria cũng như Anatolia và thậm chí đã tiến được vào xứ Babylon. Seleukos II, người được công nhận là vua ở Anatolia nhưng không được ở Syria, đã ra tay hành động, tuy nhiên, ông đã đánh mất Seleucia Pieria, hải cảng của kinh đô Antiochia, vào tay nhà Ptolemaios. Ngoài ra, ông còn phải san sẻ quyền lực ở Anatolia cùng với em trai là Antiochos Hierax. Vào khoảng năm 240 TCN, một cuộc nội chiến đã nỗ ra giữa hai người anh em, trong một cuộc chiến mà Seleukos II đã thất bại, gây nên sự chia cắt kéo dài 1 thập kỷ, đặc biệt là kể từ khi Seleukos II phải bận bịu ngăn chặn cuộc ly khai của xứ Parthia. Antiochos Hierax bị vị vua thứ nhất của Pergamon là Attalos I đánh bại và toàn bộ lãnh thổ của vương quốc Seleukos ở Anatolia đã rơi vào tay Pergamon.

### Phân chia Anatolia
Được cư ngụ bởi các bộ tộc thiểu số (người Lydia, Lycia, Caria, Lycaonia và Isauria) cũng như các thành phố Hy Lạp luôn tha thiết bảo vệ nền độc lập của mình, Anatolia là một khu vực hỗn tạp. Vương quốc Seleukos (với trung tâm quyền lực nằm ở Syria), đã không bao giờ có thể khuất phục hoàn toàn xứ sở này. Các thành bang Anatolia hùng mạnh nhất vẫn gìn giữ được thể chế riêng và gần như tự trị hoàn toàn. Trong khi đó, các thành bang khác đều phải chập nhận sự bảo hộ của vương quốc Seleukos và phải thực hiện nghĩa vụ nộp cống. Những thành bang thể hiện lòng trung thành của mình đều được ban thưởng hậu hỉnh, đáp lại, họ mang đến cho các vị vua nhà Seleukos sự sùng bái và danh dự. Các đền thờ (như ở Didyma ở gần Miletus hay Claros ở gần Colophon đều có khuôn viên rộng lớn được điều khiển bởi những cộng đồng nông dân.
Ngay từ thời nhà Achaemenes, một phần lớn của khu vực Anatolia được cai quản bởi các vương triều nhỏ. Cho dù phần nhiều trong số họ đều có gốc gác Ba Tư và là thuộc hạ của các vị vua Ba Tư, nhưng trên thực tế, họ gần như độc lập. Sau này, khi Alexander Đại đế xâm chiếm Ba Tư, ông đã không dành thời gian vào việc ép buộc những tiểu quốc này phải phục tùng mình. Tại Bithynia, nơi mà các nhà cai trị là những người có quan hệ máu mủ với tộc người Thracia, Zipoetes I đã xưng vương (basileus) vào khoảng năm 297 TCN và người kế vị của ông là Prusias I thậm chí đã có thể mở mang bờ cõi. Tại Cappadocia (độc lập trước xứ Paphlagonia láng giềng), Ariarath III đã xưng vương vào khoảng năm 255 TCN. Vương quốc Pontus đã nhận xứ Đại Phrygia như là của hồi môn dưới triều vua Mithridates II khi ông này kết hôn với Laodice và qua đó trở thành em rể của Seleukos II và Antiochos Hierax. Ba xứ này ủng hộ Antiochos Hierax trong cuộc "huynh đệ tương tàn" với Seleukos II và qua đó đã tạo nên sự ly khai của gần như toàn bộ Tiểu Á trước khi nó được tướng Achaios chiếm lại một phần theo lệnh của vua Antiochos III. Tại Pergamon, vương triều Attalos đã giành được độc lập dưới triều vua Philetairos và Eumenes I sau khi đánh bại Antiochos I vào năm 267 TCN. Attalos I đã xưng vương sau khi triệt hạ quân tộc người Galatia khoảng vào năm 240 TCN. Pergamon còn bành trướng đến các xứ Mysia, Lydia, Ionia và Pisidia sau khi đánh bại Antiochos Hierax. Khu vực duyên hải phía nam (Caria, Lycia, Pamphylia, Cilicia Trachea) rơi vào tay nhà Ptolemaios tron 3 giai đoạn đầu tiên của cuộc chiến tranh. Caria rơi vào tay của nhà Antigonos trong khoảng thời gian kéo dài từ 227 và 200 TCN. Vào năm 1888, một trong những điều khoản được ký kết với người La Mã đó là Antiochos III bị buộc phải từ bỏ lãnh thổ ở Anatolia của mình cho Pergamon.
Cuối cùng, vào năm 188 TCN, xứ Commagene, giao lộ giữa các xứ Cilicia, Cappadocia và Armenia, đã giành được độc lập dưới quyển của tổng trấn Ptolemaeus nhân khi vương quốc Seleukos vướng phải những lục đục nội bộ. Xứ Commagene đã tái lập mối quan hệ hưu nghĩ với vương quốc Seleukos dưới thời vua Mithridates I sau khi ông này kết hôn với Laodike VII Thea, con gái của vua Antiochos VIII Grypos. Xứ Commagene bị sáp nhập vào Armenia vào những năm đầu thế kỷ 1 TCN và được phục quốc trong cuộc chiến của Pompey với người Parthia.

### Sự ly khai của các trấn miền đông

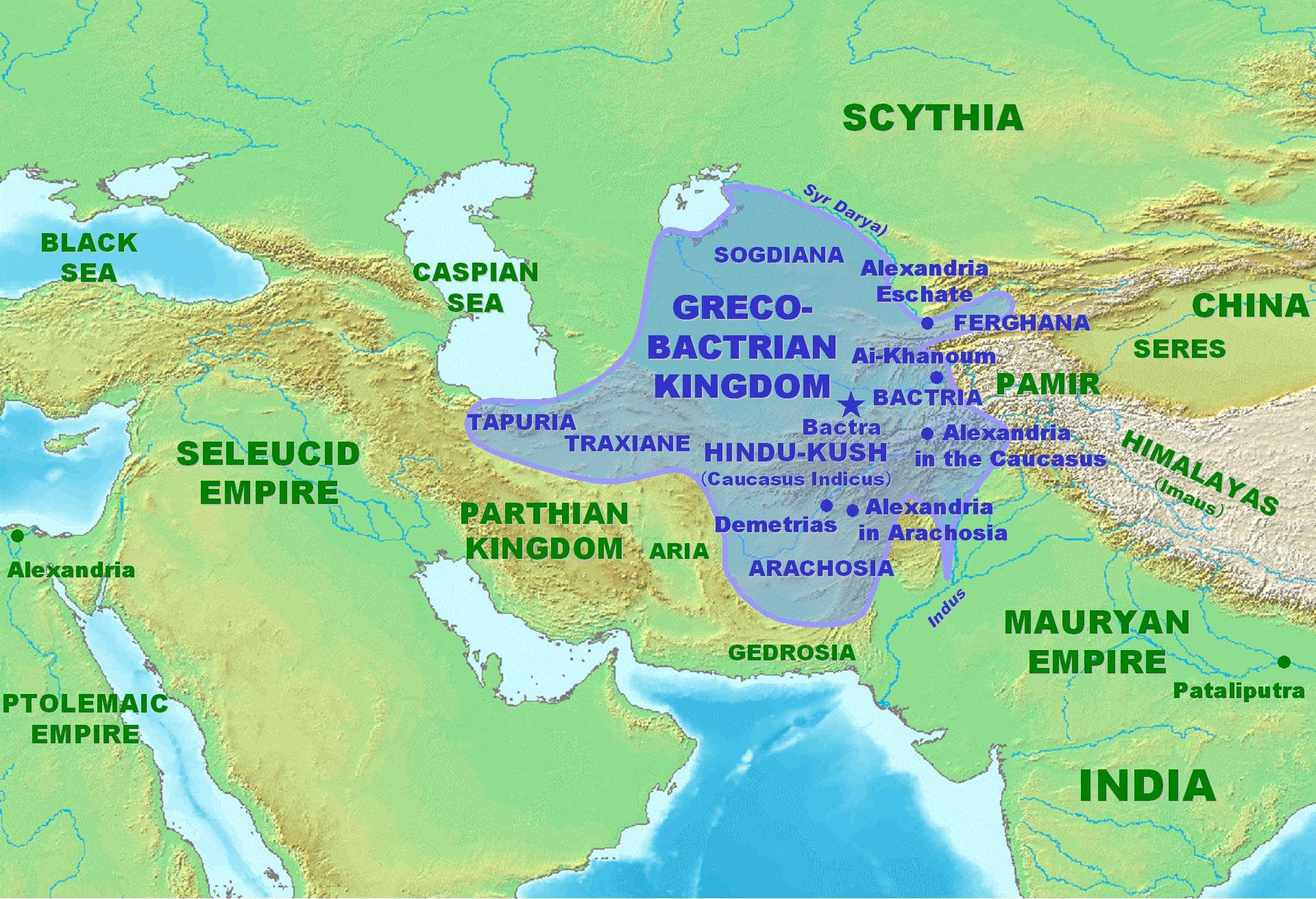
Trung Á năm 180 TCN

Vào thời kỳ đầu của vương triều Seleukos, các tỉnh phía đông (Parthia, Margiana, Aria, Drangiana, Sogdiana, Paropamisade và Bactria) đều lần lượt thần phục Seleukos I. Điều này đã được người kế nhiệm là Antiochos I (con trai của một công chúa Bactria tên là Apama) tiếp tục. Ông duy trì những công trình kế thừa từ vương triều Achaemenes trong khi cho thành lập khu định cư và bố trí lực lượng quân đội đồn trú mới. Sự hiện diện của vương triều Seleukos đặc biệt quan trọng tại khu vực thung lũng sông Ô Hử. Và một trong những thành phố được lập ra quan trọng nhất trong thời kỳ này là Aï Khanoum (Alexandria bên bờ sông Oxus). Nhiều xưởng đúc tiền được mở tại Nisa ở Parthia, Antiochia của Margiana, Alexandria của Aria, Prophylasia ở Drangiana, Bactria và Aï Khanoum ở Bactria. Dưới triều Seleukos I, nhiều cuộc thám hiểm ở biên cương của đế quốc ở biển Hyrcania (tức biển Caspi) hay bờ bắc sông Iaxartes tới đất của người Scythia đã được triển khai. Megasthenes đã được cử đi sứ đến yết kiến vua khai quốc của đế quốc Maurya là Chandragupta Maurya, người đã ký kết hoà ước cùng Seleukos I vào năm 275 TCN.
Vào giữa thế kỷ thứ 3 TCN, dưới triều vua Antiochos II, xứ Bactria dưới quyền của phó vương Diodotos I đã chính thức ly khai. Tuy nhiên vẫn tồn tại mối quan hệ gần gũi giữa các thực dân Hy Lạp-Macedonia và chính quyền Seleukos; tiền được đúc dưới tên của vua Syria. Diodotos II xưng vương vào năm 235 TCN nhưng đã bị lật đổ bởi Euthydemus I vào năm 225. Người kế nhiệm ông ta là Demetrios I đã chiếm được lãnh thổ cực tây của Ấn Độ (Paropamisade, Arachosia và Drangiana) giữa những năm 206 và 200 nhân khi quân đội của Antiochos III triệt thoái. Cương thổ Bactria được mở rộng tới tận cửa sông Ấn, giáp ranh với các tiểu quốc Ấn Độ duyên hải. Tuy nhiên, sau khi ông mất, Bactria bị phân chia ra làm ba. Về sau, vua Eucratides I đã thống nhất lại lãnh thổ nhưng ông này nhanh chóng bị tấn công bởi vua Parthia là Mithridates I và bởi một vị vua Hy Lạp khác tên là Menander từ Sagala. Vương quốc nằm bên kia dãy Hindu Kush này còn tồn tại cho đến đầu thế kỷ 1 SCN. Giữa những năm 150 và 130 TCN, xứ Bactria bị tộc Nguyệt Chi, một tộc người có quan hệ gần gũi với người Thổ Hoả La, xâm chiếm.
Nhân khi cuộc chiến Syria lần thứ hai nổ ra, xứ Parthia dưới sự lãnh đạo của phó vương Andragoras đã ly khai và tuyên bố độc lập vào khoảng năm 255 TCN. Tuy nhiên, vào năm 238 TCN, Andragoras đã bị Arsaces I, tù trưởng của bộ tộc Parni của người Scythia và là vua khai quốc của vương triều Arsaces sát hại. Giữa Parthia và vương quốc Hy Lạp-Bactria nhanh chóng xảy ra xung đột. Vào năm 228 TCN, Seleukos II đã viễn chinh nhằm tái chiếm Parthia, rồi đến lượt Antiochos III xuất binh chinh phạt vào năm 209 TCN. Tuy giành thắng lợi, nhưng những gì mà Antiochos III tạo nên không tồn tại được lâu. Đến giữa thế kỷ thứ 2 TCN, xứ Parthia dưới sự lãnh đạo của Mithridates I đã nhanh chóng bành trướng đến các tỉnh ở Ba Tư và đến Babylon. Cố đô Seleukia thất thủ vào năm 141 TCN, mở đầu cho sự suy tàn của vương triều Seleukos.

### Triều đại của Antiochos III Đại đế

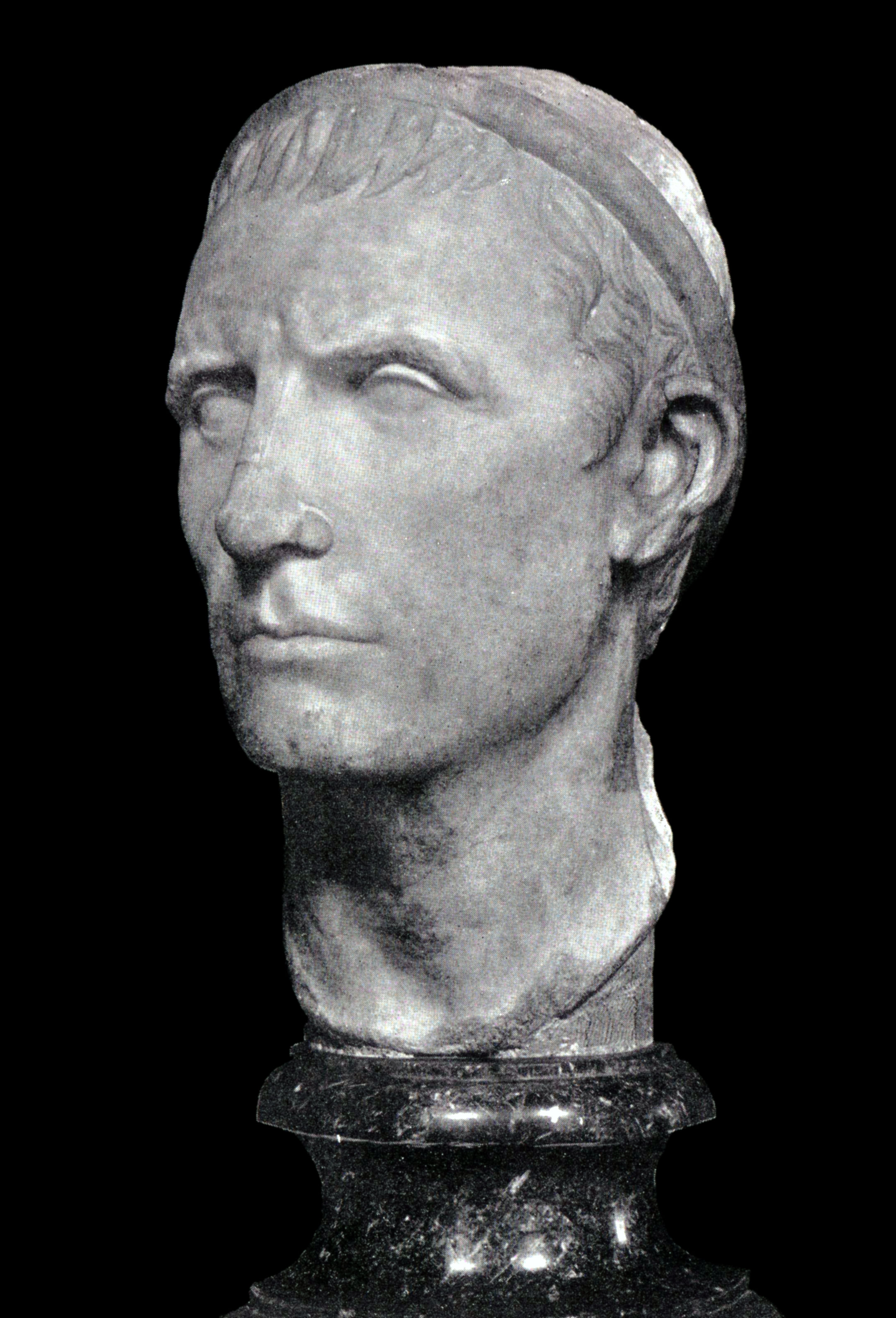
Một bản sao bức tượng bán thân của Antiochos III của người La Mã, Bảo tàng Louvre.

Triều đại của Antiochos III (222 - 187) đánh dấu việc uy quyền của nhà vua được khôi phục ở các tỉnh Tiểu Á và các tỉnh miền đông. Tuy nhiên, triều đại của ông lại khởi đầu trong khó khăn. Đầu tiên, ông phải dập tắt cuộc nổi dậy Molon, tổng trấn các tỉnh miền đông đã xưng vương (dựa trên các chữ khắc trên tiền xu). Ông cũng triệt hạ vị tể tướng đầy tham vọng Hermias và khởi binh chống lại thống đốc Anatolia là Achaios II. Những năm tiếp theo ông đã cho thấy rõ tham vọng muốn phục hồi lại vương quốc Seleukos như lúc ban đầu. Tuy ông bị đánh bại trong trận Raphia trước Ptolemaios IV vào năm 217 TCN, nhưng điều này không ngăn cản việc ông chiếm lại hải cảng Seleucia Pieria. Cuối cùng, trong cuộc chiến tranh Syria lần thứ 5, vào năm 200 TCN, ông đã có thể chiếm được Coele Syria. Sau khi giải quyết các vấn đề ở miền tây, ông chuyển sử chú ý của mình sang miền đông. Với mục tiêu kìm hãm sự bành trướng của Parthia và sự ly khai của vương quốc Hy Lạp-Bactria, ông đã xuất chinh đông tiến theo dấu chân của Alexandros Đại đế năm xưa. Sau đó, ông tấn công Thracia và chiếm được xứ này vào năm 196. Ông cũng tỏ ý định phục hồi uy quyền hoàng gia bằng cách trung ương hóa các buổi lễ tôn giáo và cải cách chính quyền.
Tuy nhiên, chính sách đầy tham vọng của ông lại chẳng mấy chốc khơi dậy sự thù địch từ La Mã. Những người La Mã đã đánh bại vua Philippos V của Macedonia trong cuộc chiến tranh Macedonia lần thứ 2 nhân danh "sự tự do của người Hy Lạp". Antiochos cũng thu nhận Hannibal Barca, người đang phải sống lưu vong sau khi bị La Mã đánh bại. Cuộc chiến tranh Antiochos (192-188 TCN) nổ ra khi liên minh Etolia cầu cứu vua nhà Seleukos khi bị người La Mã tấn công. Tuy nhiên, Antiochos III không đủ mạnh để để có thể làm đối trọng với các quân đoàn La Mã dầy dặn kinh nghiệm. Sau thất bại đầu tiên vào năm 191 TCN tại Thermopylae, Antiochos III đã phải nhận lấy thất bại quyết định tại Magnesia năm 189 TCN. Ông bị ép phải ký một hiệp ước Apamea hà khắc, trong đó ông phải từ bỏ tất cả các vùng đất ở châu Âu, nhường lại vùng Tiểu Á nằm ở phía bắc dãy núi Taurus cho vương quốc Pergamon, phải bồi thường một khoản chiến phí khổng lồ.
Con trai của ông là Antiochos IV Epiphanes, được coi là vĩ đại cuối cùng của nhà Seleukos, dự định khôi phục lại sự vĩ đại của vương quốc. Ông đánh bại nhà Ptolemaios trong cuộc chiến tranh Syria lần thứ 6, nhưng buộc phải rời khỏi Alexandria sau khi nhận được tối hậu thư của người La Mã. ·  Tuy nhiên, ông đã không thể kiềm chế cuộc nổi dậy của người Maccabees ở Judea (169-165). Ông mất khi đang trên đường thảo phạt người Parthia.

### Nội chiến và sự suy vong trầm trọng

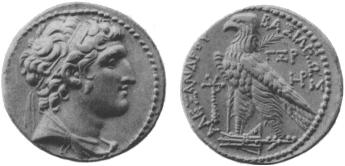
Tiền bạc có hình Alexandros Balas.

Sau khi Antiochos IV Epiphanes qua đời, đế quốc Seleukos càng trở nên không ổn định. Các cuộc nội chiến làm cho quyền lực của trung ương ngày càng suy yếu. Đầu tiên, con nhỏ của Antiochos IV là Antiochos V Eupator bị con trai của Seleukos IV là Demetrios I Soter lật đổ vào năm 161 TCN. Demetrios I đã cố gắng khôi phục lại sức mạnh của vương quốc Seleukos, đặc biệt ở khu vực Judea. Song, ông ta lại bị lật đổ bởi Alexandros Balas, một kẻ giả mạo (từ Ai Cập trở về), mà tuyên bố là con trai của Epiphanes. Triều đại của Alexandros Balas kéo dài tới năm 145 TCN trước khi ông ta bị lật đổ bởi con trai của Demetrios I, Demetrios II Nikator. Tuy nhiên Demetrios II đã tỏ ra không thành công trong việc kiểm soát toàn bộ vương quốc. Trong khi ông ta cai trị khu vực Babylonia và phía đông Syria từ Damascus, lực lượng tàn dư ủng hộ Balas - đầu tiên ủng hộ con trai của Balas, Antiochos VI sau là sự cướp ngôi của tướng Diodotos Tryphon - chiếm giữ vùng Antioch.
Trong khi đó, tình trạng sụp đổ diễn ra nhanh ở các tỉnh của Vương quốc. Năm 143 TCN, người Do Thái dưới sự lãnh đạo của anh em nhà Maccabee đã thiết lập được nền độc lập hoàn toàn. Người Parthia tiếp tục mở rộng nhiều hơn nữa. Năm 139 TCN, trong trận đánh với quân Parthia, Demetrios II đại bại và bị bắt sống.
Em trai của Demetrios II, Antiochos VII cuối cùng đã khôi phục lại được sức mạnh và lãnh thổ của vương quốc Seleukos. Khi mới kế vị, Ông phải đối mặt với vấn đề to lớn đó là phải khôi phục lại một đế chế nhanh chóng đổ nát, một trong số đó là phải đối mặt với nhiều mối đe dọa từ nhiều phía. Sự khó khăn trong việc kiểm soát Coele-Syria bị đe dọa bởi quân khởi nghĩa Maccabee của người Do Thái. Trong khi các triều đại chư hầu ở Armenia, Cappadocia, và Pontus đe dọa Syriao ở phía bắc vùng Lưỡng Hà, tộc người du mục Parthia, dưới sự lãnh đạo tuyệt vời của Mithridates I của Parthia đã tràn ngập thượng Media (quê hương của giống ngựa Nisean nổi tiếng), và sự can thiệp của La Mã là mối đe dọa lớn hơn bao giờ hết. Sidetes cố gắng để làm hòa với quân khởi nghĩa Maccadees, khiến cho các triều đại Anatolia lo sợ buộc phải quy phục tạm thời và sau đó, trong năm 133, ông quay về phía đông với sức mạnh của quân đội Hoàng gia (được hỗ trợ bởi một đội quân của người Do Thái dưới quyền hoàng tử nhà Maccabee, John Hyrcanus) đánh đuổi người Parthia.
Chiến dịch của Sidetes ban đầu đã gặt hái được thành công ngoạn mục, thu hồi lại Lưỡng Hà, Babylonia và Media; đánh bại và giết chết phó vương Parthia của Seleucia bên sông Tigris trong trận chiến tay đôi. Trong mùa đông năm 130/129 TCN, quân đội của ông đã đóng rải rác trong các khu trú đông của Media và Persis khi vua Parthia, Phraates II, phản công. Antiochos đã bị phục kích và tử trận. Antiochos VII Sidetes đôi khi được gọi là vị vua Seleukos vĩ đại cuối cùng.Sau khi Antiochos VII qua đời, tất cả những luật lệ của vương quốc sụp đổ, với nhiều người tranh nhau kiểm soát các vùng đất còn lại trong lãnh thổ nhà Seleukos, trong một cuộc nội chiến gần như bất tận.

### Sự sụp đổ
Đến năm 100 TCN, vương quốc Seleukos đã bị thu hẹp lại rất nhỏ, chỉ còn Antioch và vài thành phố của Syria, mặc dầu đã mất hầu hết lực lượng quân sự của mình, và các nước xung quanh không còn thuần phục nữa, giới quý tộc vẫn tranh giành ngôi vua bằng quân đội. Đôi khi có sự can thiệp từ Ai Cập thuộc Ptolemaios và các thế lực bên ngoài. Vương quốc Seleukos vẫn còn tồn tại được là do các quốc gia không muốn thu nhận nó, mà muốn biến nơi này thành vùng đệm giữa các nước láng giềng. Trong cuộc chiến tranh Tiểu Á giữa Mithridates VI của Pontos với Sulla của La Mã, quân Seleukos đã chiến đấu ở cả hai phe.
Tuy nhiên, người con rể đầy tham vọng của Mithridates VI là Tigranes Đại đế - vua Armenia - nhận thấy cơ hội để mở rộng sự thống trị về phía nam. Vào năm 83 TCN, nhận lời mời của một thế lực trong cuộc nội chiến kéo dài vô tận, ông đã xâm chiếm Syria, sớm thiết lập luật lệ của mình tại Syria, đặt vương quốc Seleukos vào chỗ diệt vong.
Sự độc lập của vương quốc Seleukos không còn được nguyên vẹn nữa. Tuy nhiên, sau khi tướng La Mã là Lucullus đánh bại cả Mithridates và Tigranes vào năm 69 TCN, Antiochos XIII khôi phục là vương quốc lần cuối cùng. Ngay cả lúc này cuộc nội chiến cũng không thể dừng lại, một vị vua khác của nhà Seleukos là Philipos II đã tranh giành quyền lực với Antiochos. Sau khi cộng hòa La Mã chinh phạt Pontos, họ lại càng đe dọa đến sự ổn định của Syria dưới sự cai trị của nhà Seleukos. Sau khi tướng La Mã là Pompey đánh bại vua Mithridates năm 63 TCN, Pompey đã nhận được nhiệm vụ thiết lập lại nền văn minh Hy Lạp ở phương đông, bằng cách thành lập các quốc gia phụ thuộc và các tỉnh. Trong khi các quốc gia như Armenia và Do Thái dược tự trị theo các vị vua địa phương, thì Pompey thấy các quốc gia Seleukos quá phiền hà và đi cùng đó là các cuộc xung đột của các ông hoàng Seleukos, ông ta đã biến Syria thành một tỉnh của La Mã.

## Sự trao đổi văn hóa

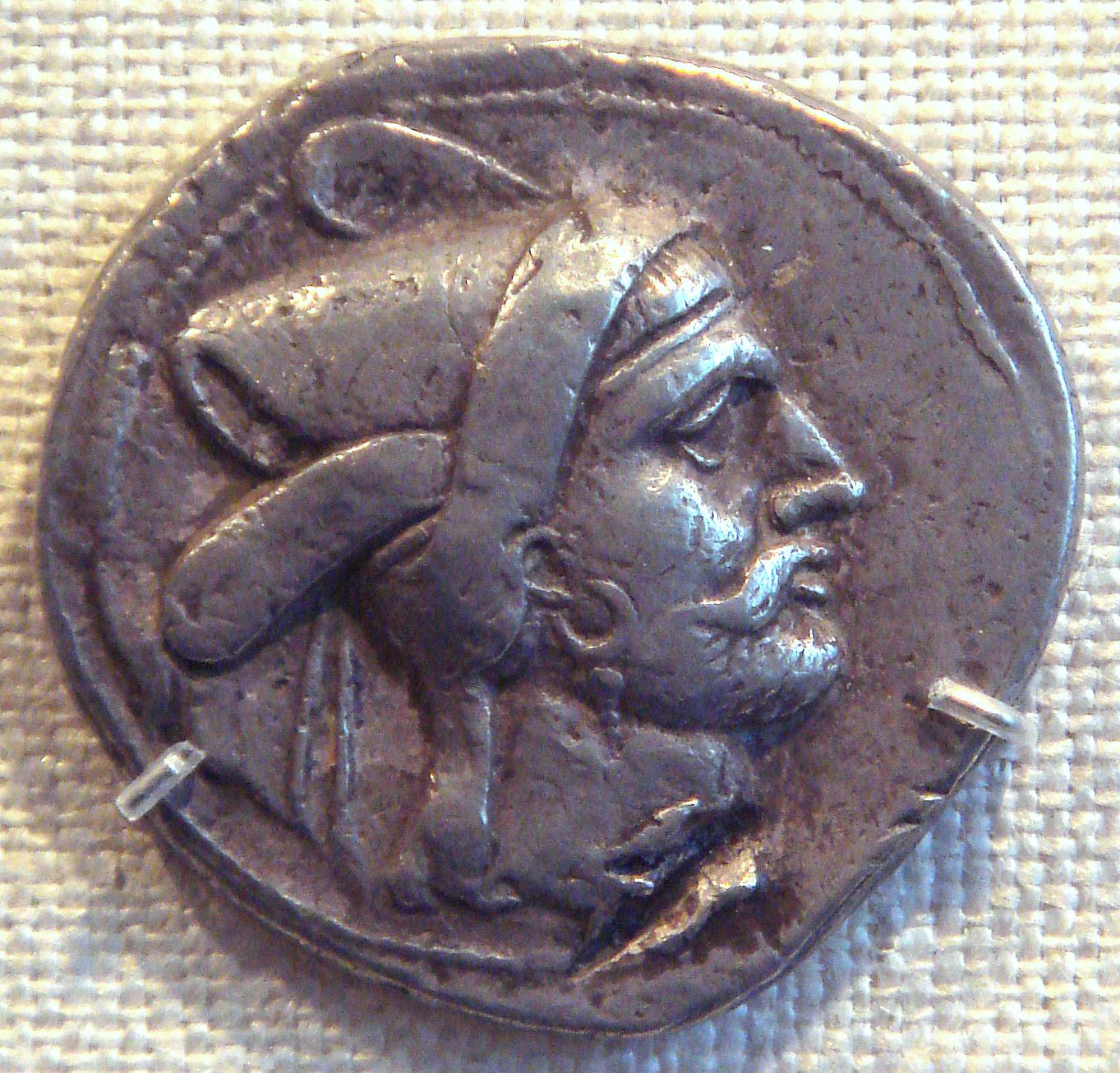
Bagadates I (290-280 TCN) là người bản xứ đầu tiên được phong làm thống đốc satrap của nhà Seleukos.

Lãnh thổ địa lý của vương quốc Seleukos là từ biển Aegean cho tới tận những vùng đất mà ngày nay là Afghanistan và Pakistan, tạo nên một hỗn hợp đa sắc tộc như người Hy Lạp, người Armenia, người Ba Tư, người Mada, người Assyria, người Do Thái. Lãnh thổ rộng lớn của vương quốc được bao quanh bởi các điều kiện tự nhiên đã cho phép các vua nhà Seleukos thực hiện chính sách thống nhất các dân tộc mà Alexandros Đại đế khởi xướng. Nền văn minh Hy Lạp hóa của vương quốc Seleukos được thiết lập trên cơ sở thành lập các thành phố Hy Lạp trên toàn đất nước. Các thành phố và thị trấn quan trọng trong quá khứ như Antioch được tạo ra hay được đổi tên thích hợp hơn với tên tiếng Hy Lạp.
Việc thành lập các thành phố Hy Lạp và thị trấn được hỗ trợ bởi thực tế rằng lục địa Hy Lạp vốn đã quá thừa mứa dân cư.Chế độ thuộc địa đã được sử dụng để tiếp tục thu hút người Hy Lạp trong khi tạo điều kiện thuận lợi cho việc đồng hóa nhiều nhóm dân cư bản địa.

## Quân đội Seleukos
Như nhiều quốc gia Hy Lạp hóa khác được thành lập sau cái chết của Alexandros Đại đế, quân đội Seleukos là một đội quân chuyên nghiệp dựa trên nền tảng của quân Macedonia. Quân đội của nó chủ yếu là người gốc Hy Lạp, được bổ sung thêm người phương đông kể từ khi vương quốc Seleukos bao trùm phần lớn các vùng đất của đế quốc Ba Tư. Khi họ đánh nhau với các Diadochi khác, việc chiến thắng hoàn toàn bằng cách hủy diệt đối phương là điều thường tránh. Điều dễ hiểu là họ thường bổ sung thêm lính địch vào đội hình nhiều hơn là đào tạo mới bởi chi phí thấp hơn. Mục đích của một trận chiến là dùng để ép buộc kẻ thù theo mình mà không có cách nào hơn là gây chiến chống lại nhau, và có rất nhiều trận đã kết thúc của thương lượng. Rất nhiều thế lực nhỏ đã phải trả tiền chuộc tù nhân, đã chứng tỏ một điều rõ ràng rằng Seleukos và các quốc gia thừa kế khác của Alexandros là những kẻ chiến thắng.
Họ dựa trên lực lượng quân đội là Đội hình Phalanx kiểu Macedonia, các cung thủ thuộc các dân tộc phương đông và kị binh, đặc biệt là kị binh nặng cataphract (vỏ bọc cho lính kị binh) và những chiến hữu kị binh Macedonia nổi tiếng như là những vệ sĩ cho các tướng lĩnh và là đội quân gây sự choáng váng. Ngoài ra, các vua nhà Seleukos còn có sự phục vụ của những con voi chiến Ấn Độ mà được sử dụng để gây ra sự khiếp sợ cho kẻ địch giống như chiến xa được dùng để phá vỡ đội hình. Cũng giống như các vua nhà Ptolemaios với sự giàu có của họ, các vua nhà Seleukos cũng cố gắng tuyển mộ rất nhiều loại lính đánh thuê, từ những người Ấn Độ sống ở lưu vực sông Ấn tới những người Crete đặc biệt là Galatia. Với các cuộc chiến tranh chống lại La Mã, các vua nhà Seleukos đã cố gắng để tạo ra các đơn vị của quân mà sao chép từ quân Lê dương La Mã. Tới năm 63 TCN, vương quốc Seleukos cùng với quân đội của mình bị xóa sổ và rất nhiều Cataphract bị sáp nhập vào quân đội La Mã ở châu Á.

## Các vua nhà Seleukos
Kể từ giữa thế kỷ thứ 2 TCN, những cuộc cướp ngôi, thay vua, đổi chúa có thể được giải thích là do xung đột trong nội bộ hoàng tộc. Những năm sau đây đều là trước công nguyên.
- 305-281: Séleucos I Nicator
- 281-261: Antiochos I Sôter, con trai của người tiền nhiệm
- 261-246: Antiochos II Théos, con trai của người tiền nhiệm
- 246-226: Séleucos II Kallinicos, con trai của người tiền nhiệm
- 226-223: Séleucos III Sôter, con trai của người tiền nhiệm
- 223-187: Antiochos III Mégas, em trai của người tiền nhiệm
- 187-175: Séleucos IV Philopator, con trai của người tiền nhiệm
- 175-164: Antiochos IV Épiphane, em trai của người tiền nhiệm
- 164-162: Antiochos V Eupator, con trai của người tiền nhiệm
- 162-150: Démétrios I Sôter, em họ của người tiền nhiệm, con của Séleucos IV
- 150-145: Alexandre I Balas, vua tiếm vị, tự xưng là con của Antiochos IV
- 145-142: Antiochos VI Dionysos, con trai của người tiền nhiệm
- 145-139: Démétrios II Nicator (lần 1), con trai của Démétrios I
- 142-138: Diodote Tryphon, vua tiếm vị
- 138-129: Antiochos VII Évergète Sidệtês, con trai của Démétrios I
- 129-126: Démétrios II Nicator (lần 2)
- 126-122: Alexandros II Zabinas, vua tiếm vị, tự xưng là con của Alexandros I Balas
- 125-124: Séleucos V Nicator, con trai của Démétrios II
- 125-96: Antiochos VIII Philométor, em trai của người tiền nhiệm
- 114-95: Antiochos IX Philopator, con trai của Antiochos VII
- 96-93: Séleucos VI Épiphane, con trai của Antiochos VIII
- 95-88: Démétrios III Eukairos, con trai của Antiochos VIII
- 94-92: Antiochos X Philopator, con trai của Antiochos IX
- 93-90: Antiochos XI Philadelphe, con trai của Antiochos {{VIII
- 93-83: Philippos I Philadelphe, con trai của Antiochos VIII
- 87-84: Antiochos XII Dionysos, con trai của Antiochos VIII
- 83-69: Séleucos VII Philométor, con trai của Antiochos X
- 69-64: Antiochos XIII Philopator, con trai của Antiochos X
- 67-64: Philippos II Philoromaios, con trai của Philippos I